# Dmitrij Dmitrijevics Sosztakovics
Dmitrij Dmitrijevics Sosztakovics (Дмитрий Дмитриевич Шостакович) kiejtéseⓘ (Szentpétervár, 1906. szeptember 25. (szeptember 12.) – Moszkva, 1975. augusztus 9.) orosz származású szovjet zeneszerző és zongoraművész, egyike a 20. század legjelentősebb komponistáinak. Rendkívül egyedi és formabontó, a modern világ kegyetlenségének hatását mutató komor hangulatú, ugyanakkor remény- és élettel teli művei a 21. században is a legnépszerűbb zeneszerzők közé emelik.

## Élete

### Gyermek- és ifjúkor
Sosztakovics korán kitűnt zeneszerzői és zongoratehetségével. Tanulmányait 1919-ben kezdte meg a szentpétervári konzervatóriumban, amely ebben az időben Glazunov vezetése alatt állt. Első fontos műve 1926-ban írt diplomadarabja, az I. szimfónia.
A diploma megszerzése után kezdetben zongoristaként és komponistaként is dolgozott, de a kritikusok túl száraznak értékelték játékát, így később csak saját műveit adta elő. 1927-ben írta meg – „A Nagy Októberi Forradalom emlékére” alcímet viselő – II. szimfóniáját, melynek megalkotásával egy időben látott neki – az ismert Gogol-novellán alapuló – Az orr című, szatirikus operája komponálásának. 1929-ben egy sztálinista művészeti szervezet felrótta a neki, hogy operája formalista, és amikor egy évvel később bemutatták a dalművet, azt a kritika alaposan lehúzta.
1927-ben kezdődött a zeneszerző barátsága Ivan Szollertyinszkijjel, akivel nagyon közeli barátok maradtak annak 1944-es haláláig. Szollertyinszkij ismertette meg vele Gustav Mahler zenéjét, amelynek később, a IV. szimfónia komponálásától kezdve nagy hatása lett Sosztakovics muzsikájára.
Az 1920-as évek végén és az 1930-as évek elején a TRAM nevű proletár ifjúsági színházban dolgozott filmzongoristaként, ami megvédte őt az ideológiai támadásoktól. E periódus nagy részét a Kisvárosi Lady Macbeth (Katyerina Izmajlova / A Mcenszki járás Lady Macbethje) című operájának megírásával töltötte, melyet 1934-ben mutattak be, fergeteges sikerrel.
1932-ben nyitott házasságra lépett Nyina Varzarral.

### Az első megbélyegzés
1936-ban Sosztakovics kegyvesztetté vált. Az év elején támadássorozatot indítottak ellene a Pravdában. Az egyik leghíresebb ellene irányuló cikk címe ,,Zene helyett káosz" volt. A Sztálin szította hadjárat során a Lady Macbethet formalistának bélyegezték. Sosztakovics egyre kevesebb megrendelést kapott, jövedelme az egyharmadára csökkent. A IV. szimfóniát ugyan elkezdték betanulni, de előadása az adott politikai légkörben nem volt lehetséges. Egészen 1961-ig nem mutatták be, ennek ellenére Sosztakovics nem tagadta meg az alkotást, továbbra is negyedik szimfóniájaként tartotta számon.
Mindeközben, 1936-ban a sztálinista terror a csúcspontjára hágott, a zeneszerző számos barátját és rokonát megölték vagy börtönbe zárták (például Vszevolod Mejerhold rendezőt). Egyetlen vigasza az lehetett, hogy megszületett lánya, Galina, két évvel később pedig fia, Makszim. Az 1937-es V. szimfónia afféle kompromisszum: nem foglal állást sem nyíltan, sem burkoltan a rendszer ellen vagy mellett, zeneileg konzervatív, de nem banális. A mű sikert aratott, és máig Sosztakovics legnépszerűbb alkotásai közé tartozik.
A mű emléket állít a sztálinizmus áldozatául esett Tuhacsevszkij marsallnak, aki nagy tisztelője, pártfogója és jó barátja volt. Az V. szimfónia lassú tételében, amelyet az egész szimfónia tetőpontjának tartanak, a siratórész a marsall halálának állít emléket. Az ősbemutatón nagy sikert aratott, sokan sírva fakadtak e rész hallgatásakor.
Ebben az időben írta meg első vonósnégyesét is. Kamarazenéjében kísérletezhetett, és kifejezhetett olyan dolgokat is, amik elfogadhatatlanok lettek volna a szélesebb nyilvánosságnak szánt szimfóniákban. 1937 szeptemberében zeneszerzést kezdett tanítani a Konzervatóriumban, ami némi anyagi biztonságot nyújtott neki, ugyanakkor akadályozta a zeneszerzésben.

### Háború
Amikor Németország megtámadta a Szovjetuniót, és megkezdődött Leningrád ostroma, Sosztakovics először a városban (ma: Szentpétervár) maradt, és VII. szimfóniáján dolgozott. Később, 1941 októberében a zeneszerzőt családjával együtt Kujbisevbe (ma: Szamara) menekítették. Itt fejezte be a mű komponálását, mely később az orosz ellenállás szimbóluma lett a Szovjetunióban és Nyugaton egyaránt.
A család 1943-ban Moszkvába költözött. Az ebben az évben keletkezett VIII. szimfónia hosszú és komor mű. A hatalomnak túl komor volt, és hamarosan betiltották, a tilalom egészen 1960-ig volt érvényes.

### A második megbélyegzés
1948-ban a Zsdanov-rendelettel Sosztakovics ismét kegyvesztetté vált. Műveinek nagy részét betiltották, nyilvános bűnbánatra kényszerítették, családját megfosztották előjogaitól.
A következő néhány évben megélhetése biztosítására filmzenéket, rehabilitációja érdekében rendszerhű alkotásokat szerzett. A komoly munkák az asztalfióknak készültek. Ez utóbbiak közé sorolható a Hegedűverseny és A zsidó népköltészetből című dalciklus. Nem világos, hogy felismerte-e ez utóbbi mű megírásából eredő potenciális veszélyeket. A rendszer ugyan támogatta, ha valaki a népdalokban lelt ihletet, de ebben az időben már folyt a háború utáni antiszemita hadjárat is, amelynek áldozatai közül sokan közel álltak Sosztakovicshoz.
1949-ben enyhítettek a zenéjét és életét érintő megszorításokon, hogy részt vegyen egy, az USA-ba induló, szovjet kiválóságokból álló küldöttségben. Ebben az évben írta meg Dal az erdőkről című kantátáját is, melyben Sztálint mint „nagyszerű kertészt” dicsőíti. 1951-ben a Legfelső Tanács küldöttévé választották. Sztálin 1953-ban bekövetkezett halála nagyban elősegítette Sosztakovics rehabilitációját. Ez észrevehető a X. szimfóniájában is, amely számos zenei idézetet és kódot (például a DSCH-t és az Elmira-motívumokat) tartalmaz. Ezek jelentéséről a vita máig folyik. Az V. szimfóniával együtt ez az egyik leghíresebb szerzeménye. Ezévben mutatták be számos, eredetileg az asztalfióknak készült művét is.
A negyvenes és az ötvenes évek alatt Sosztakovics közeli kapcsolatot alakított ki két tanítványával, Galina Usztvolszkajával és Elmira Nazirovával. Az előbbit 1937 és 1947 között tanította. Nem világos, hogy milyen volt ez a kapcsolat: Rosztropovics „gyengédnek” nevezte, maga Usztvolszkaja pedig 1995-ben egy interjú során azt állította, hogy az 50-es években egyszer kikosarazta a zeneszerzőt. Ugyanezen interjúban azonban Usztvolszkajáról Viktor Szuszlin, a barátja azt állította, hogy 1947-ben, diplomázása idején nagyon csalódott a komponistában.
A Nazirovával való, 1953 és 56 közé tehető kapcsolat valószínűleg egyoldalú volt, a zeneszerző leveleket írt a lányhoz. A háttérben ugyanakkor ott volt Sosztakovics Nyina Varzarral kötött első, nyitott házassága, egészen annak 1954-ben bekövetkezett haláláig. Második feleségét, Margarita Kainovát 1956-ban vette el, de nem illettek egymáshoz, és három évvel később elváltak.
A XI. szimfónia értelmezése vitatott, egyesek szerint az 1905-ös orosz forradalomra, mások szerint az 1956-os magyarországi forradalomra utal.

### Sosztakovics belép a pártba
1960 újabb fordulópontot jelentett Sosztakovics életében: ekkor lépett ugyanis be a Kommunista Pártba, egyesek szerint az elkötelezettség bizonyítása érdekében, vagy azért, mert kényszerítették, mások szerint gyávaságból. Ebben az időszakban, 1958-tól kezdődően sokat szenvedett a gyermekbénulástól. Sosztakovics magánéleti válsága a – X. szimfóniához hasonlóan kódokkal és idézetekkel teletűzdelt – VIII. vonósnégyesben tükröződik.
1962-ben – immáron harmadik alkalommal – ismét megházasodott, a mindössze 27 éves Irina Szupinszkaját vette el. Ebben az időben Sosztakovics ismét az antiszemitizmus céltáblája lesz XIII. szimfóniája („Babij Jar”) miatt. E művében számos, Jevgenyij Jevtusenkótól származó verset zenésített meg. Ezek közül az első a második világháborúban meggyilkolt zsidóknak állít emléket. Megoszlanak a vélemények abban a tekintetben, hogy ez mennyire volt veszélyes, a verset ugyanis már közölték, nem volt betiltva, még ha vitatott volt is. A szimfónia bemutatója után Jevtusenkónak ki kellett egészítenie versét egy versszakkal, mely szerint Babij Jarnál a zsidók mellett oroszok és ukránok is meghaltak.

### Időskor
Sosztakovics öregkorában számos krónikus betegségben szenvedett, csontvelőgyulladása tovább romlott, és az 1960-as évek közepétől szívpanaszai voltak.
Legtöbb késői műve (a XIV. és a XV. szimfónia, továbbá a késői vonósnégyesek) komor hangulatúak. Interpretációjuk kevésbé problematikus, mint a korai, nagyobb nyilvánosságnak szánt műveké, így a nyugati kritikusok is nagyra tartják őket.
Sosztakovics 1975. augusztus 9-én hunyt el tüdőrákban. A moszkvai Novogyevicsi temetőben van eltemetve. Fia, Makszim zongorista és karmester. Apja számos művét neki ajánlotta, és ő mutatta be a zeneszerző egyes alkotásait is.

## Műveiből

### Operák
- Az orr, op. 15 (1928)
- A mcenszki járás Lady Macbethje, op. 29 (1932)
- Moszkva, Cserjomuski, op. 105 (1959)
- Katyerina Izmajlova, op. 114 (Az op. 29 átdolgozott változata) (1963)

### Balettek
- Az aranykor, op. 22 (1930)
- Bolt (Csavar), op. 27 (1931)
- A tisztavizű patak, op. 39 (1935)

### Szimfóniák
- 1., f-moll szimfónia, op. 10 (1926)
- 2., B-dúr szimfónia, „Október”, op. 14 (1927)
- 3., Esz-dúr szimfónia, „Május 1.”, op. 20 (1929)
- 4., c-moll szimfónia, op. 43 (1936)
- 5., d-moll szimfónia, op. 47 (1937)
- 6., b-moll szimfónia, op. 54 (1939)
- 7., C-dúr szimfónia, „Leningrád”, op. 60 (1941)
- 8., c-moll szimfónia, op. 65 (1943)
- 9., Esz-dúr szimfónia, op. 70 (1945)
- 10., e-moll szimfónia, op. 93 (1953)
- 11., g-moll szimfónia, „Az 1905-ös év”, op. 103 (1957)
- 12., d-moll szimfónia, „Az 1917-es év”, op. 112 (1961)
- 13., b-moll szimfónia, „Babij Jar”, op. 113 (1962)
- 14. szimfónia, op. 135 (1969)
- 15., A-dúr szimfónia, op. 141 (1971)

### Egyéb zenekari darabok
- fisz-moll scherzo, op. 1 (1919)
- B-dúr téma és variációk, op. 3 (1922)
- Esz-dúr scherzo, op. 7 (1924)
- Két darab Erwin Dressel operájához (nyitány és finálé), op. 23 (1929)
- Öt zenekari töredék, op. 42 (1935)
- A-dúr ünnepi nyitány, op. 96 (1954)
- Az örök dicsőség lángja (1960)
- Nyitány orosz és kirgiz népi témákra, op. 115 (1963)
- Gyász-győzelmi prelúdium a sztálingrádi csata hősei emlékére, op. 130 (1967)
- Október, szimfonikus költemény, op. 131 (1967)
- A szovjet rendőrség indulója, op. 139 (1970)

### Versenyművek
- 1. (c-moll) zongoraverseny, op. 35 (1933)
- 1. (a-moll) hegedűverseny, op. 77 (1948)
- 2. (F-dúr) zongoraverseny, op. 102 (1957)
- 1. (Esz-dúr) csellóverseny, op. 107 (1959)
- 2. (G-dúr) csellóverseny, op. 126 (1966)
- 2. (cisz-moll) hegedűverseny, op. 129 (1967)

### Jazzdarabok
- 1. jazz-szvit, op. 38a (1934)
- 2. jazz-szvit (3 tételből álló mű) (1938)
- Szvit varieté-zenekarra (8 tételből álló mű) (1956)

### Kamarazenei művek
- c-moll trió, op. 8 (1923)
- Szonáta csellóra és zongorára, op. 40 (1934)
- 1. vonósnégyes, C-dúr, op. 49 (1938)
- g-moll kvintett, op. 57 (1940)
- e-moll trió, op. 67 (1944)
- 2. vonósnégyes, A-dúr, op. 68 (1944)
- 3. vonósnégyes, F-dúr, op. 73 (1946)
- 4. vonósnégyes, D-dúr, op. 83 (1949)
- 5. vonósnégyes, b-moll, op. 92 (1952)
- 6. vonósnégyes, G-dúr, op. 101 (1956)
- 7. vonósnégyes, fisz-moll, op. 108 (1960)
- 8. vonósnégyes, c-moll, „Drezda”, op. 110 (1960)
- 9. vonósnégyes, Esz-dúr, op. 117 (1964)
- 10. vonósnégyes, Asz-dúr, op. 118 (1964)
- 11. vonósnégyes, f-moll, op. 122 (1966)
- 12. vonósnégyes, Desz-dúr, op. 133 (1968)
- Szonáta hegedűre és zongorára, op. 134, (1968)
- 13. vonósnégyes, b-moll, op. 138 (1970)
- 14. vonósnégyes, Fisz-dúr, op 142 (1973)
- 15. vonósnégyes, esz-moll, op. 144 (1974)
- Szonáta brácsára és zongorára, op. 147 (1975)

### Zongoraművek
- Nyolc prelúdium, op. 2 (1919–1920) (Csak 5 prelúdium maradt fenn.)
- Három fantasztikus tánc, op. 5 (1922) (Az életmű későbbi rendezése során kapta az op. 5-ös jelzést, előtte op. 1-ként tartották számon.)
- Szvit két zongorára, op. 6 (1922)
- 1. zongoraszonáta, op. 12 (1926)
- Aforizmák, op. 13 (1926)
- 24 prelúdium, op. 34 (1932–1933)
- 2. zongoraszonáta, op. 61 (1943) (Leonyid Nyikolajev professzor emlékére)
- Vidám induló két zongorára (1949)
- 24 prelúdium és fúga, op. 87 (1950)
- Hét gyermektánc (1952)
- Concertino két zongorára, op. 94 (1953)

### Vokális művek
- Két Krilov-mese (mezzoszoprán, kórus és zenekar), op. 4 (1922)
- Hat románc japán költők szövegeire (tenor, zenekar), op. 21 (1932)
- Négy románc Puskin szövegeire (basszus, zongora), op. 46 (1937)
- Hat románc W. Raleigh, R. Burns és W. Shakespeare szövegeire (basszus, zongora), op. 62 (1942)
- A zsidó népköltészetből (szoprán, alt, tenor, zongora), op. 79 (1948)
- Dal az erdőkről, kantáta (1949)
- Két románc Lermontov szövegeire (női hang és zongora) (1950)
- Négy dal Dolmatovszkij szövegeire (ének, zongora), op. 86 (1951)
- Négy monológ Puskin szövegeire (basszus, zongora), op. 91 (1952)
- Görög dalok (ének, zongora) (1953)
- Öt románc Dolmatovszkij szövegére (basszus, zongora), op. 98 (1954)
- Spanyol dalok (mezzoszoprán, zongora), op. 100 (1956)
- Szatírák, „A múlt képei”, Sasha Chorny szövegére (szoprán, zongora), op. 109 (1960)
- Öt románc a „Krokodil” c. újság szövegeire, op. 121 (1965)
- Előszó (basszus, zongora), op. 123 (1966)
- Hét románc A. Blok verseire (szoprán, hegedű, cselló, zongora), op. 127 (1967)
- Románc Puskin szövegére (basszus, zongora), op. 128 (1967)
- Hat Marina Cvetajeva-vers (kontraalt, zongora), op. 143 (1973)
- Szvit Michelangelo Buonarroti szövegeire (basszus, zongora), op. 145 (1974)
- Négy Dosztojevszkij-vers (basszus, zongora), op. 146 (1975)

## Műveinek listája

### Opusz-számmal ellátott művek
- op. 1 fisz-moll Scherzo
- op. 2 Nyolc Prelűd (3 közülük elveszett)
- op. 3 B-dúr Téma és Variációk
- op. 4 Két Krilov-mese
- op. 5 Három Fantasztikus Tánc
- op. 6 fisz-moll Szvit, két zongorára
- op. 7 Esz-dúr Scherzo
- op. 8 1. c-moll Zongoratrió
- op. 9 Három darab Zongorára és Csellóra (elveszett)
- op. 10 1. f-moll Szimfónia
- op. 11 Két darab vonósnyolcasra
- op. 12 1. Zongoraszonáta
- op. 13 10 Aforizma
- op. 14 2. H-dúr Szimfónia "Október"
- op. 15 Az orr, opera, három felvonásban
- op. 16 Tahiti Trot
- op. 17 Két Scarlatti-darab
- op. 18 Új Babilon, film
- op. 19 The Bedbug
- op. 20 3. Esz-dúr Szimfónia "Május elseje"
- op. 21 Hat Románc Japán költők szövegére
- op. 22 Az aranykor, balett, három felvonásban
- op. 23 Két darab Erwin Dressel Armer columbus c. operájához
- op. 24 The Gunshot
- op. 25 Szűzföld
- op. 26 Alone, film
- op. 27 A csavar, balett, három felvonásban
- op. 28 Rule, Britannia!
- op. 29 A mcenszki járás Lady Macbethje, opera, négy felvonásban
- op. 30 Aranyhegyek, film
- op. 31 Hypothetically Murdered
- op. 32 Hamlet
- op. 33 Az ellenterv, film
- op. 33bis Impromptu, brácsára és zongorára
- op. 34 24 Prelűd
- op. 35 1. c-moll Zongoraverseny
- op. 36 The Tale of the Priest and of his Workman, Balda, film
- op. 37 The Human Comedy
- op. 38 Love and Hate, film
- op. 38bis 1. Jazz-szvit
- op. 39 A tiszta vízű patak, balett, három felvonásban
- op. 40 d-moll Csellószonáta
- op. 41 Makszim ifjúsága, film
- op. 41a Barátnők, film
- op. 42 Öt zenekari töredék
- op. 43 4. c-moll Szimfónia
- op. 44 Hail, Spain
- op. 45 Makszim visszatérése, film
- op. 46 Négy Románc Pushkin szövegekre
- op. 47 5. d-moll Szimfónia
- op. 48 Volochayev Days, film
- op. 49 1. C-dúr Vonósnégyes
- op. 50 The Vyborg Side, film
- op. 51 Friends, film
- op. 52 A nagy hazafi, első rész, film
- op. 53 The Man With a Gun, film
- op. 54 6. b-moll Szimfónia
- op. 55 A nagy hazafi, második rész, film
- op. 56 The Silly Little Mouse, film
- op. 57 g-moll Zongorakvintett
- op. 58 Boris Godunov, Muszorgszkij operájának feldolgozása
- op. 58a Lear király
- op. 59 The Adventures of Korzinkina, film
- op. 60 7. C-dúr Szimfónia "Leningrád"
- op. 61 2. h-moll Zongoraszonáta
- op. 62 Hat Románc angol költők szövegeire
- op. 63 Native Country/Native Leningrad
- op. 64 Zója, film
- op. 65 8. c-moll Szimfónia "Sztálingrád"
- op. 66 Russian River
- op. 67 2. e-moll Zongoratrió
- op. 68 2. A-dúr Vonósnégyes
- op. 69 6 Kinderszenen
- op. 70 9. Esz-dúr Szimfónia
- op. 71 Egyszerű emberek, film
- op. 72 Victorious Spring
- op. 73 3. F-dúr Vonósnégyes
- op. 74 Poem of the Motherland, kantáta
- op. 75 Az ifjú gárda, film
- op. 76 Pirogov, film
- op. 77 1. a-moll Hegedűverseny (eredetileg * op. 99)
- op. 78 Micsurin, film
- op. 79 A zsidó népköltészetből
- op. 80 Encounter at the Elbe, film
- op. 81 Dal az erdőkről, kantáta
- op. 82 Berlin eleste, film
- op. 83 4. D-dúr Vonósnégyes
- op. 84 Két Románc Lermontov szövegeire
- op. 85 Belinszkij, film
- op. 86 Négy dal Dolmatovszkij szövegeire
- op. 87 24 Prelűd és Fúga
- op. 88 Tíz költemény Forradalmi költők szövegeire
- op. 89 A felejthetetlen 1919-es év, film
- op. 90 The Sun Shines on Our Motherland, kantáta
- op. 91 Négy Monológ Puskin szövegeire
- op. 92 5. B-dúr Vonósnégyes
- op. 93 10. e-moll Szimfónia
- op. 94 a-moll Concertino
- op. 95 Song of the Great Rivers, film
- op. 96 A-dúr Ünnepi nyitány
- op. 97 A bögöly, film
- op. 98 Öt Románc Dolmatovszkij szövegeire
- op. 99 Az első lépcső, film
- op. 100 Spanyol dal
- op. 101 6. G-dúr Vonósnégyes
- op. 102 2. F-dúr Zongoraverseny
- op. 103 11. g-moll Szimfónia "1905-ös év"
- op. 104 Két orosz népdal
- op. 105 Moszkva, Cserjomuski, operett, 3 felvonásban
- op. 106 Hovanscsina, Mussorgsky operájának feldolgozása
- op. 107 1. Esz-dúr Csellóverseny
- op. 108 7. fisz-moll Vonósnégyes
- op. 109 Öt Románc Csornij szövegeire
- op. 110 8. c-moll Vonósnégyes
- op. 111 Five Days, Five Nights, film
- op. 112 12. d-moll Szimfónia "1917-es év"
- op. 113 13. b-moll Szimfónia "Babi Yar"
- op. 114 Katyerina Izmajlova, opera, 4 felvonásban
- op. 115 Nyitány orosz és kirgiz népi témákra
- op. 116 Hamlet, film
- op. 117 9. Esz-dúr Vonósnégyes
- op. 118 10. Asz-dúr Vonósnégyes
- op. 119 Sztyepan Razin kivégzése, kantáta (Jevgenyij Jevtusenko versére)
- op. 120 A Year is Like a Lietime, film
- op. 121 Öt Románc szövegekre a Krokodil c. magazinból
- op. 122 11. f-moll vonósnégyes
- op. 123 Preface to the Complete Collection of My Works and Brief Reflections on this Preface
- op. 124 Két kórusmű Davidenko szövegeire
- op. 125 R. Schumann Csellóversenyének átdolgozása (zenekari kíséret átírva)
- op. 126 2. g-moll Csellóverseny
- op. 127 Hét Dal Alexander Blok szövegeire
- op. 128 Románc pushkin szövegeire
- op. 129 2. cisz-moll Hegedűverseny
- op. 130 Gyász-győzelmi prelúdium a sztálingrádi csata hősei emlékére
- op. 131 Október, szimfonikus költemény
- op. 132 Szofia Perovszkaja, film
- op. 133 12. Desz-dúr Vonósnégyes
- op. 134 G-dúr Hegedűszonáta
- op. 135 14. Szimfónia
- op. 136 Loyalty, nyolc ballada Dolmatovszkij szövegeire
- op. 137 Lear király, film
- op. 138 13. b-moll Vonósnégyes
- op. 139 A szovjet rendőrség indulója
- op. 140 Hat Románc angol költők szövegeire
- op. 141 15. A-dúr Szimfónia
- op. 142 14. Fisz-dúr Vonósnégyes
- op. 143 Hat Dal Marina Cvetajeva szövegeire
- op. 144 15. esz-moll Vonósnégyes
- op. 145 Szvit Michelangelo Buonarroti verseire
- op. 146 Négy Dosztojevszkij-vers
- op. 147 C-dúr Brácsaszonáta

### Opusz-szám nélküli művek
- A katona
- Gyászinduló a forradalomban elesettek emlékére
- A cigányok, opera (megsemmisített)
- Az erdőben
- Két Mazurka
- Polka
- Menüett, Prelűd és Intermezzo
- Murzillka
- 5 Prelűd (Az op. 2-es prelűdökből fennmaradt darabok)
- Két darab vonósnégyesre (Elégia és Polka)
- The Green Company nyitány
- Orango, opera (befejezetlen)
- From Karl Marx to our Own Days, szimfonikus költemény
- The big Lightning, opera (befejezetlen)
- Szimfonikus tétel (korai változata a 4. szimfóniának)
- Tizenkét szék, operett
- 2. Jazz-szvit (3 tételes mű)
- Suite on Finnish Themes
- Katyusha Maslova, opera
- The Gamblers, opera (befejezetlen)
- Solemn March
- Szimfonikus tétel (korai változata a 9. szimfóniának)
- Antiformalista rajok/Kis antiformalista paradicsom
- Öröm induló, két zongorára
- Tíz orosz népdal feldolgozása
- Babák tánca (7 darab zongorára)
- Görög dalok
- Tarantella, két zongorára
- Szvit variety-zenekarra (posztumusz) (8 tételből álló mű, köztük a híres második keringővel)
- The Lady and The hooligan, balett

## Meghallgatható anyagok
- Epitonic.com
- A BBC "Discovering Music" c. rádiműsorának archívuma
- Classic Cat Archiválva 2007. június 26-i dátummal a Wayback Machine-ben
- Az Aviv Vonósnégyes és vendégei
- Tea For Two